# タイラント (ウルトラ怪獣)
タイラントは、特撮テレビドラマ『ウルトラマンタロウ』をはじめとする「ウルトラシリーズ」に登場する架空の怪獣。別名は暴君怪獣。後年においては、複数の怪獣が合体した合体怪獣としても分類されるうえ、『タロウ』での強大な戦闘描写（後述）から最強の合体怪獣とも称される。

## 特徴
『ウルトラマンタロウ』第40話「ウルトラ兄弟を超えてゆけ！」で初登場。英語で「暴君」 (Tyrant) を意味する名の通り、「大宇宙の凶悪暴君」と畏怖を込めて称される。
『ウルトラマン』から『ウルトラマンA』までに登場した怪獣の部位を組み合わせた容姿の怪獣。構成は、身体の上から順に次の通り。
- 竜巻怪獣 シーゴラス（頭[注釈 1]：『帰ってきたウルトラマン』に登場）[注釈 2]
- 異次元宇宙人 イカルス星人（耳：『ウルトラセブン』に登場）
- 宇宙大怪獣 ベムスター（胴体：『帰ってきたウルトラマン』に登場）
- 液汁超獣 ハンザギラン（背中：『ウルトラマンA』に登場）[注釈 3]
- 殺し屋超獣 バラバ（両腕：『ウルトラマンA』に登場）[注釈 4]
- どくろ怪獣 レッドキング（脚：『ウルトラマン』に登場）
- 大蟹超獣 キングクラブ（尻尾：『ウルトラマンA』に登場[注釈 5]）

『タロウ』の劇中ナレーションでは頭部のシーゴラス、胴体のベムスター、両腕のバラバのみ紹介している。デザイン画ではオリジナルとは異なるバラバの両腕の左右のデザインもオリジナルと同じ形状であるほか、尻尾はハンザギランのものになっている。脚本では後頭部の角はブラックキング、頭はシーゴラス、手はバラバ、胴はベムスター、足はレッドキングと表記されている。当時の学年誌では角はブラックキングのものだと紹介された記事も存在しており、これは『ウルトラマンギンガ 劇場スペシャル』のパンフレットでも紹介されている。

## 『ウルトラマンタロウ』に登場するタイラント
第40話「ウルトラ兄弟を超えてゆけ！」に登場。
ウルトラ兄弟たちに倒された7体の怪獣・宇宙人・超獣の怨念が海王星に集まって誕生した大怪獣。ベムスターの腹から出すガス（冷凍ガス）や両腕のバラバ鞭、口から吐く火炎などの強力な武器を持ち、ジャックのスペシウム光線2発やAのメタリウム光線を受けても軽傷で済むほどの防御力を持つ。独自能力としては、ウルトラサインを消す光線を腕から発射できるほか、頭部を用いてシーゴラスの能力であった津波を起こせるとされている。
まずは海王星で偵察中のゾフィーを倒し、天王星でウルトラマン、土星でウルトラセブン、木星でウルトラマンジャックを立て続けに倒した後、ついには火星でウルトラマンAまでも倒す。地球へ降り立った後はタロウとの激しい格闘の末にフックつきロープ（バラバ鞭）をブルーレーザーで切断され、それをキングブレスレットで変化させた槍・ウルトラランス（タロウランス）を投擲されて胸を貫かれたことで倒される。
- デザインは鈴木儀雄が担当した[出典 5]。シーゴラス、バラバ、ベムスター、レッドキングは脚本中に記載があり、それ以外の怪獣は鈴木が自ら選んだという[6]。鈴木は、台本を元に怪獣のパーツを組み合わせて複雑になったものを造形がうまくまとめてくれたと、後年のインタビューにて評している[16]。
- 造形物はスーツのほか、飛び人形や爆発用カポックなどが用意された[4]。
- タロウに敗北した原因については、タロウが成長して強くなっていた、またはウルトラ兄弟との連戦で体力を消耗していたとの説があり[17]、後述する『ウルトラマン Fighting Evolution 3』ではウルトラ兄弟戦でのダメージを引き継ぐという後者を再現した演出がとられている。また、『ウルトラマン列伝』第39話ではタイラントを倒せるのはタイラントの使う武器（バラバ鞭）だけと解釈されている。
- 口から吐く火炎は『大怪獣バトル ULTRA MONSTERS』では爆炎放射と表記され、『ウルトラ怪獣攻げき技大図鑑』ではデスファイヤーと命名された。
- スーツは後に、『ウルトラマンレオ』第9話で遊園地の怪獣ショーの「着ぐるみ」として流用されている[18][19]。
- 「35大怪獣宇宙人[8]」の1体としてカウントされているが、資料によっては「タイラント・35大怪獣宇宙人[20]」のように分離して表記しているものもある。

## 『ウルトラ6兄弟VS怪獣軍団』に登場するタイラント
映画『ウルトラ6兄弟VS怪獣軍団』に登場。
地底から蘇ったゴモラ率いる怪獣軍団の1匹。他作品の個体と異なり、口から放射するガスが武器。ゴモラと行動を別にした際には軍団のリーダーシップを取る様子がうかがえる。他の3匹と共に破壊活動を行っているところにハヌマーンが登場して戦闘になり、最初はほぼ一方的に叩きのめされ、大きく放り投げられて地面に頭から埋まり、行動不能となる。後にハヌマーンが劣勢になると同時に復活し、再び戦いに参加する。4匹で力を合わせてハヌマーンを袋叩きにし、最後はゴモラの方向へ放り投げて怪獣念力で金縛り状態にさせることに成功するが、ウルトラ6兄弟がハヌマーンの救出に駆けつけ、再び戦闘になる。今度は大した見せ場もなく一方的にやられ続け、最後は特殊燃料タンクの爆発に巻き込まれ、背中から火花を噴き出しながら絶命する。

## 『ウルトラギャラクシー大怪獣バトル NEVER ENDING ODYSSEY』に登場するタイラント
第6話「史上最強のレイオニクス」、第7話「第二覚醒」に登場。
キール星人グランデが操る強力怪獣。かつてウルトラ5兄弟やウルトラマンタロウと戦った個体よりもパワーアップしており、以前にも多くの怪獣に連勝してきた。以前の個体も使用した口からの火炎爆炎放射やベムスターの腹からの冷気に加え、同じくベムスターの腹で超振動波を吸収するほか、バラバの両腕による打撃・切りつけ、キングクラブの尾やレッドキングの脚で相手を痛めつけ、イカルス星人の耳からアロー光線を放つなど、各怪獣のパーツを生かした攻撃を繰り出す。このほか、劇中では披露していないが、火炎と冷気を同時に放つハイブリッドヘルサイクロンという技も持つ。
まずはレイのゴモラと対決して撤退に追い込み、エレキングとの真のレイオニクスバトルによる対決でも超高圧電流をものともせず圧倒し、絶命させた。その後、ペダン星人のレイオニクスハンター部隊の宇宙船群を爆炎放射で全滅させ、復活したレイのゴモラと再戦する。互角に戦うが、超振動波と爆炎放射の押し合いに敗れてダメージを受けたのを機に反撃され、最後はファイヤーリトラのファイヤーストライクを吸収したところにゴモラの超振動波ゼロシュートを受け、吸収しきれないまま爆死する。しかし、グランデの方は直前にリンクを切っていたため、事なきを得た。
- スーツアクター：末永博志

## 『大怪獣バトル ウルトラ銀河伝説 THE MOVIE』に登場するタイラント
映画『大怪獣バトル ウルトラ銀河伝説 THE MOVIE』に登場。
ウルトラマンベリアルのギガバトルナイザーの力で怪獣墓場から復活し、ベリアルが操る怪獣軍団の1体となる。ウルトラ戦士やレイの怪獣たちを襲撃し、軍団の中では長く残るが、最後はウルトラマンゼロのゼロスラッガーでゼットンやキングジョーブラック共々倒される。
回想シーンでも、レイブラッド星人が指揮する怪獣軍団の中に姿を確認できる。

## 『ウルトラマン列伝』に登場するタイラント
『ウルトラマン列伝』第39話「超決戦！ウルトラヒーロー!!」（『ウルトラマンサーガ』の未公開映像を交えたスペシャル総集編）に登場。別名は怪獣兵器。
バット星人がハイパーゼットンのスフィア細胞を中核に再生・強化改造した怪獣兵器の1体。首や胸にスフィアの発光器官が着いている。他の4体（アントラー、キングパンドン、ベロクロン、ブラックキング）と共に地球【フューチャーアース】に送り込まれ、ウルトラマンレオと戦うが、最後はレオキックで倒された。

## 『ウルトラゼロファイト』に登場するタイラント
『ウルトラマン列伝』内のアクションドラマ『ウルトラゼロファイト』第2部「輝きのゼロ」に登場。
ダークネスファイブの1人であるテンペラー星人・極悪のヴィラニアスが相棒と称する怪獣で、彼らと同様に目が赤くなっているのが特徴。ヴィラニアスと極暴（）タッグを組み、ゼロに襲いかかる。『ウルトラギャラクシーNEO』に登場する個体と同様に、ベムスターの吸収能力やイカルス星人のアロー光線、バラバの鎖鎌など多彩な技を使う。特に吸収能力については、腹に直接飛んで来ない光線も自身の腹の方へ曲げて吸収している。
一時はグローザ星系人・氷結のグロッケンやデスレ星雲人・炎上のデスローグも加わってゼロを袋叩きにするが、駆けつけたゼロの仲間たちであるウルティメイトフォースゼロに妨害され、ヴィラニアスと共にジャンボットとジャンナインの「鋼鉄のジャン兄弟」と対決し、光線兵器が主体のジャンナインの攻撃をすべて吸収するなど苦戦させる。ゼロダークネスが出現してウルティメイトフォースゼロに襲いかかった後にはダークネスファイブ共々戦いを傍観する立場に回るが、ゼロダークネス内のベリアルの魂による呪縛を破って覚醒したシャイニングウルトラマンゼロのシャイニングスタードライヴによってベリアルの魂が消滅すると、状況を不利と判断したメフィラス星人・魔導のスライの指示に応じてダークネスファイブと共に撤退する。エピローグでは、シャイニングスタードライヴによる時間逆行の影響でかつての肉体を取り戻したベリアルと再合流した。
- 本作品ではヴィラニアスが「暴君怪獣」と紹介している。なお、タッグ名の由来は両者の別名（テンペラー星人の「極悪宇宙人」とタイラントの「暴君怪獣」）から。
- ベリアルが復活して以降の動向を描いた『ウルトラマン列伝』第103話では、ダークネスファイブが自分たちの同族を紹介していた中でヴィラニアスに呼ばれて登場。身体を構成する各怪獣のパーツや『ウルトラギャラクシーNEO』に登場した個体が紹介された。この時は目の電飾が、オリジナルの白に塗り直されている。

## 『ウルトラマンギンガ 劇場スペシャル』に登場するタイラント（SDU）
映画『ウルトラマンギンガ 劇場スペシャル』に登場。
イカルス星人（SD）が自ら集めたベムスターとシーゴラス、美鈴を人質にしてヒカルたちから強奪したハンザギラン、キングクラブ、レッドキング、バラバと自身を含めた計7体のスパークドールズをリードしてタイラントを出現させたもの。
ヒカルがウルトライブしたウルトラマンティガ（SD）と対決し、ベムスターの腹でゼペリオン光線を吸収してエネルギーを消耗させた隙を突き、優位に立つ。ジャンナインが加勢した後も善戦するが、放ったバラバ鞭をジャンキャノンで受け止められた隙にティガのハンドスラッシュで切断される。最終的に切られたバラバ鞭をティガによって突き刺された後、ジャンナインのジャンスターダストを受けて倒される。その直後にイカルス星人（SD）は他のスパークドールズと分離して元に戻り、分離したスパークドールズはすべてヒカルの手で回収される。
- スーツアクター：梶川賢司
- 名前の後につく"SDU"は「スパークドールズが合体した」という意味。
- 『新ウルトラマン列伝』第90話にも一瞬だけ紹介されていた。

## 『ウルトラファイトオーブ』に登場するタイラント
『ウルトラファイトオーブ 親子の力、おかりします!』に登場。
レイバトスが復活させたギガバトルナイザーによって怪獣墓場で蘇らせられ、レイバトスを追ってきたゾフィーとジャックをカラータイマーの点滅まで追い詰めるが、特訓を終えて駆けつけたセブンのワイドショット、ゼロのワイドゼロショット、オーブ（エメリウムスラッガー）のワイドスラッガーショットの斉射によって撃破される。

## 『ウルトラマンジード』に登場するタイラント
『ウルトラマンジード』第9話「誓いの剣」に登場。
伏井出ケイによって怪獣カプセルから召喚された。武器は口からのデスファイヤー、耳からのアロー光線、左手のインパルスアンカーなど。
伊賀栗レイトの娘・伊賀栗マユに宿るリトルスターを狙い、天文台付近に出現。地下の星雲荘にいたマユのもとへ向かおうと地面を掘り始めたところに現れたウルトラマンジード（プリミティブ）と交戦し、アロー光線を放って怯ませるなど優勢に戦うが、ウルトラマンゼロが加勢に現れると劣勢となり、ジードがスカルゴモラの迎撃に向かった後はゼロビヨンドのワイドビヨンドショットで倒される。
- 『ジード』と連動したデータカードダス『ウルトラマン フュージョンファイト!』カプセル・ユーゴー第3弾では、ゴモラとタイラントの力を宿したベリアル融合獣ストロング・ゴモラントが登場する[37]。

## 『ウルトラマン Fighting Evolution Rebirth』に登場するタイラント
PS2用ゲーム『ウルトラマン Fighting Evolution Rebirth』に登場。
かつてウルトラマンタロウに倒されたタイラントがジェロニモンによって復活させられたもの。地球で暴れていたところに駆けつけたウルトラマンタロウと再び激突する。全3種が登場し、バトルモードで各種がウルトラマンコスモスのフルムーンレクトを受けると消滅する。

### 改造タイラント
タロウによって再び倒されたタイラントが、メフィラス星人の部下となったバルタン星人によって強化・改造されて再度復活したもので、怪獣の怨念を取り込む力がパワーアップしたことによって肉体がさらに巨大化し、ウルトラマンの身長を超越するほど巨大でケンタウロスのような体つきになっている。ゴモラの後ろ足、ジェロニモンの羽飾りが外見に現れているのが特徴。皮膚が通常のタイラントよりやや黒ずんでおり、目つきや鳴き声もさらに凶暴なものになっている。フックつきロープで隕石を引き寄せるほか、左腕は鉄球から鎖が出るのではなく鎖の先に鉄球が付いている。
ウルトラモードのストーリーでは異変を感じて宇宙を調査していたタロウに発見されて対決。また、メフィラス星人が異空間に閉じ込めたコスモスを倒す際にも送り込まれ、コスモスと対決する。体躯はウルトラマンの2倍はあり、つかみ技が効かないが（改造タイラントもつかむことは不可能）、プレイヤーキャラクターとして使うことが可能。
後に「EXタイラント」として『大怪獣バトル ULTRA MONSTERS』にも登場するが、こちらはゴモラやレッドキングと違い、映像作品には登場していない。漫画版『大怪獣バトル ウルトラアドベンチャー』にもEXタイラントとして登場しており、こちらはヤプールとナックル星人が共同で生み出したと設定されている。

### 改造タイラントII
改造タイラントが怪獣の怨念を取り込みすぎて暴走し、骨のようになった姿。外見はもはや抜け殻同然の状態であるが、無数の怪獣の怨念が宿ることで活動可能となっている。他のキャラクターよりも体力が少ないが、肉体の周囲には常に怪獣の魂が浮遊しており、これを吸収することで体力を回復できる。怨念は肉体から離れることが可能であり、その際に肉体は抜け殻となって倒れる。必殺技はこれまでと同じく火炎と冷気だが、同時に相手にステータス異常を発生させる。最強必殺技は肉体からすべての怨念を抜き、それを使って敵の魂を喰らい尽くすというもの。改造タイラントになった時に巨大化して形状も変わったが、改造タイラントIIは大きさも元に戻って形状も（素体は）タイラントに戻る。プレイヤーキャラクターとして使うことも可能。
ウルトラモードでは一度タロウに改造タイラントが倒されたあとに辺りの怨念を吸収して誕生。倒されるごとに怨念を吸収して何度でも復活するが、タロウの必殺技3種類をすべて受けたタイミングでステージ背後から太陽が出現した後は戦闘力が著しく下がり、回復能力が消えるため、そこで撃破することによって勝利できる。作中、その勝利は「怨念を吸い過ぎた結果幽霊のような存在になってしまったため」と説明されている。
『大怪獣バトル ULTRA MONSTERS』にも登場し、「EXタイラント（デスボーン）」と呼称されている。

## プラズマルチタイラント
データカードダス『大怪獣ラッシュ ウルトラフロンティア』に登場。
プラズマソウルを取り込んだプラズマ怪獣であるが、通常のプラズマ怪獣と異なり顔や鉄球の形状が大きく変化している。冷気と溶岩で生成された2種類のプラズマソウルで覆われており、討伐時のプラズマソウル獲得量も通常のプラズマ怪獣より非常に多い。2弾のボス怪獣として登場した。
ブラックプラチナタイラント
2弾の期間限定ミッションにて登場。レア度が高いプラズマソウルを纏ったプラズマルチタイラント。その戦闘力はプラズマルチタイラントを上回る。

## その他の作品に登場するタイラント
- 映画『ウルトラマン物語』では、冒頭でゾフィーと対決する。映像は『ウルトラマンタロウ』の流用。
- 『ウルトラゾーン』第22話のアイキャッチでは、料理番組に出演している姿が描かれている[40]。
- 映画『大決戦!超ウルトラ8兄弟』以前に企画されていた『ウルトラマンメビウス&ウルトラ兄弟』の続編作品では、ヤプールと手を組んだヒッポリト星人の配下として光の国を襲撃する。その後は地球でも暴れ、タロウやメビウス、ウルトラ4兄弟に倒されると、先に送り込まれて倒されていた他の怪獣と合体し、ヤプールも一体化したオリジナル形態の「グランドタイラント」となってウルトラ戦士たちと最終決戦を繰り広げる展開が予定されていた。タイラントもグランドタイラントも酉澤安施によるデザイン画が描かれており、グランドタイラントについては、バキシム・エレキング・ゴモラ・ベムスター・バラバ・レッドキング・ハンザギラン・ツインテール・アストロモンスなどの要素を加えた、ケンタウロス似のデザインであった[41][42]。
- 『ウルトラマンフェスティバル2012』では、巨大な姿でガルベロス、アーストロン、ベムスター、ギギ、ムルチ、プレッシャー、ダークザギ、ノーバ、ベロクロン、メトロン星人、キングジョーブラックと共にウルトラ戦士たちと戦う。
- 漫画『ウルトラマン超闘士激伝』では、闘士ゴモラの昔の仲間として登場。
- 伊原しげかつによる漫画版『ウルトラマンブレーザー』では、本編途中とうかがえる予告漫画に登場[43]。交戦したアースガロンを全電源消失に追い込むが、そこにウルトラマンブレーザーが現れる。
- ゲーム作品
  - PS2ゲーム『ウルトラマン Fighting Evolution』シリーズでは、上記の『Rebirth』以前に『2』より登場。ゲームオリジナル技「ワイヤー大回転」を使用できる。『3』のウルトラモードでは、『タロウ』第40話と同様のストーリーで戦うが、その際にはタイラントが受けたダメージを次戦でそのまま引き継ぐと設定されており、場合によっては地球到着前にウルトラ5兄弟の誰かで倒すことも可能。
  - アーケードゲーム『TANK!TANK!TANK!』では、期間限定モード「怪獣バスターズPOWEREDモード」に登場。
  - PSPゲーム『グレイトバトル フルブラスト』では、怨念を利用する巨大ヤプールに使役される。目から光線を出す。